# Schwüblingsen
Schwüblingsen (niederdeutsch Swübbelingsen) ist eine Ortschaft der Gemeinde Uetze in der niedersächsischen Region Hannover.

## Geografie
Schwüblingsen befindet sich etwa 30 km östlich von Hannover.

## Geschichte
Das Dorf wurde 1053 als Suitbaldigehusun erstmals urkundlich erwähnt. Dies ist eine Bildung zum altsächsischen Männernamen Swīthbald (zu swīthi ‚stark‘ und bald ‚kühn‘) und bedeutet(e) ‚bei den Häusern der Swīthbaldinge‘ (d. h. von Swīthbalds Leuten). Die Entwicklung zur heutigen Namensform erklärt sich durch Assimilation (Swit[h]bald- > Swipbald- > Swibbel-) und Verkürzung (-ingehusun > -ingsen).
Im Jahre 1303 verkaufte Herzog Otto von Braunschweig das Dorf an das Kloster Wienhausen. Die Kapelle wurde im Jahr 1305 errichtet.
Mit Urkunde vom 7. Januar 1446 bekundeten Propst Helmholt, Äbtissin Katharina von Hoya, Priorin Mette von Oppershausen und der Konvent des Klosters Wienhausen, dass Herzog Friedrich von Braunschweig und Lüneburg einen Teich um ihre Güter „to deme buge“ herum angelegt habe, nämlich um zwei Höfe, deren Ertrag in 15 Schillingen, zwei Scheffeln Roggen, zwei Spanndiensten nach Schwüblingsen, vier Handdiensttagen, fünf Rauchhühnern, Meierung und Abmeierung an beiden Höfen und 21 Pfennigen am Hofe des dortigen Kirchherrn bestand, wofür ihnen der Herzog als Entschädigung seinen Hof in Flackenhorst bei Wienhausen unter Vorbehalt gewisser Rechte überlassen habe.
Die erste Schule wurde 1650 gegründet. Das Dorf gehörte ab 1723 zur Kirchengemeinde Sievershausen und verwaltungsmäßig ab 1859 zum Amt Burgdorf. Im Jahr 1882 wurde das Spritzenhaus gebaut. Die Anlage eines eigenen Friedhofes erfolgte im Jahre 1883, und 1905 erlebte das Dorf die Einrichtung einer Telegraphenanstalt mit einer öffentlichen Fernsprechzelle.
In der Nacht vom 1. auf den 2. Juni 1781 ereignete sich in Schwüblingsen eine Feuersbrunst, die zwei Hauseigentümer in Mitleidenschaft zog. Die Rede ist von Johann Christoph Niewerts, dessen Wohnhaus erst im Vorjahr eingeäschert worden war, und Hans Hinrich Bethmann, die beide am 29. Juni 1781 auf dem Amt in Meinersen ihre Brandversicherungsgelder in Höhe von 150 bzw. 175 Reichstalern ausbezahlt erhielten.
Im Statistischen Handbuch für das Königreich Hannover von Harseim und Schlüter wird Schwüblingsen 1848 neben Arpke, Dollbergen, Oelerse und Röhrse als „Filiale“ der Sievershausener Kirche bezeichnet. Da heißt es weiter: „1 Schule in Schwüblingsen, wozu auch Beerbusch gehört.“
Ein Ausschuss für Jugendpflege wurde 1921 gebildet, die Gründung des Sportvereins erfolgte 1922. Die Freiwillige Feuerwehr Schwüblingsen wurde 1939 gegründet und sorgt seitdem für den abwehrenden Brandschutz und die allgemeine Hilfe insbesondere auf örtlicher Ebene. 1961 erfolgte die Einweihung des Erweiterungsbaus der Kapelle. Das Kriegerdenkmal vor der Kapelle wurde 1963 abgebaut und auf dem Friedhof aufgestellt. 1970 erfolgte der Beitritt zur Samtgemeinde Arpke.
Im Jahr 1974 wurde das Sportheim eingeweiht. 1986 fand das erste Labeser Krippenspiel statt.
Ein verheerender Sturm im Jahr 1997 veränderte das Dorfbild nachhaltig. Er vernichtete etwa 80 Prozent des Ortsbild prägenden Baumbestandes. Schwüblingsen erlangt kurzfristig Berühmtheit, weil Fernsehsender über die Zerstörungen berichten. Zwei Wirbelstürme zogen von Sievershausen kommend mit Geschwindigkeiten bis zu 120 km/h eine Schneise der Verwüstung durch den Ort, den Beerbusch und das Burgdorfer Holz. Bäume wurden entwurzelt, Dächer abgedeckt und Keller liefen voll Wasser. Menschen kamen nicht zu Schaden. Die Aufräumarbeiten dauerten ungefähr zwei Wochen, wobei die Dorfgemeinschaft in der Not fest zusammenstand. Für Instandsetzungsarbeiten gingen viele Spenden ein, und 800 neue Bäume konnten gepflanzt werden. Bereits 1941 und 1951 war das Dorf Opfer von Unwettern geworden.
Im September 2005 wurde die 700-Jahr-Feier zum Bestehen der Christus-Kirche begangen.

### Eingemeindungen
Im Zuge der Gebietsreform in Niedersachsen, die am 1. März 1974 stattfand, wurde die zuvor selbständige Gemeinde Schwüblingsen in die Gemeinde Uetze eingegliedert.

### Einwohnerentwicklung
- 1961: 709 Einwohner[5]
- 1970: 634 Einwohner[5]
- 2007: 573 Einwohner
- 2012: 596 Einwohner
- 2013: 596 Einwohner
- 2014: 590 Einwohner[6]
- 2016: 613 Einwohner[1]
- 2017: 615 Einwohner[1]
- 2021: 569 (+1) Einwohner[7]

## Politik

### Ortsrat
Der Ortsrat von Schwüblingsen setzt sich aus einer Ratsfrau und vier Ratsherren folgender Parteien zusammen:
- CDU: 2 Sitze
- SPD: 1 Sitz
- Parteilose: 2 Sitze

(Stand: Kommunalwahl 11. September 2016)

### Ortsbürgermeister
Der Ortsbürgermeister ist Eike Dralle (parteilos).

### Wappen
Der Entwurf des Kommunalwappens von Schwüblingsen stammt von dem Heraldiker und Wappenmaler Gustav Völker, der zahlreiche Wappen in der Region Hannover erschaffen hat. Die Genehmigung des Wappens wurde durch den Regierungspräsidenten in Lüneburg am 23. Juni 1964 erteilt.
| Wappen von Schwüblingsen | Blasonierung: „In Grün ein goldener Fachwerkgiebel der Gemeindekapelle mit Uhrentürmchen, rechts begleitet von einer goldenen Ähre, links von einer goldenen Hirschstange.“ |
| Wappen von Schwüblingsen | Wappenbegründung: Die Gemeinde Schwüblingsen hat ihrer schönen Kapelle, die 1395 erbaut ist, den Hauptplatz in ihrem Wappen eingeräumt. Ähre und Hirschstange deuten an, dass der Ort noch heute ein reines Bauerndorf ist und dass dort die Jagd schon immer eine Rolle gespielt hat, nimmt doch noch heute die Staatsforst einen großen Teil des Gemeindegebietes ein. |

## Kultur und Sehenswürdigkeiten

### Bauwerke
In der Ortsmitte steht die Christus-Kirche, eine kleine Fachwerkkirche, die 1305 gegründet wurde. Seit 1996 trägt die Schwüblingser Kirche diesen Namen. Eine kunsthistorische Besonderheit ist der mittelalterliche Schnitzaltar. Schwüblingsen, früher eine Kapellengemeinde des Kirchspiels Sievershausen, ist 1976 zusammen mit Dollbergen eine eigenständige Kirchengemeinde geworden.
Das Ortsbild ist von einem großen Baumbestand und einer Vielzahl Fachwerkgebäuden geprägt.

### Fotogalerie

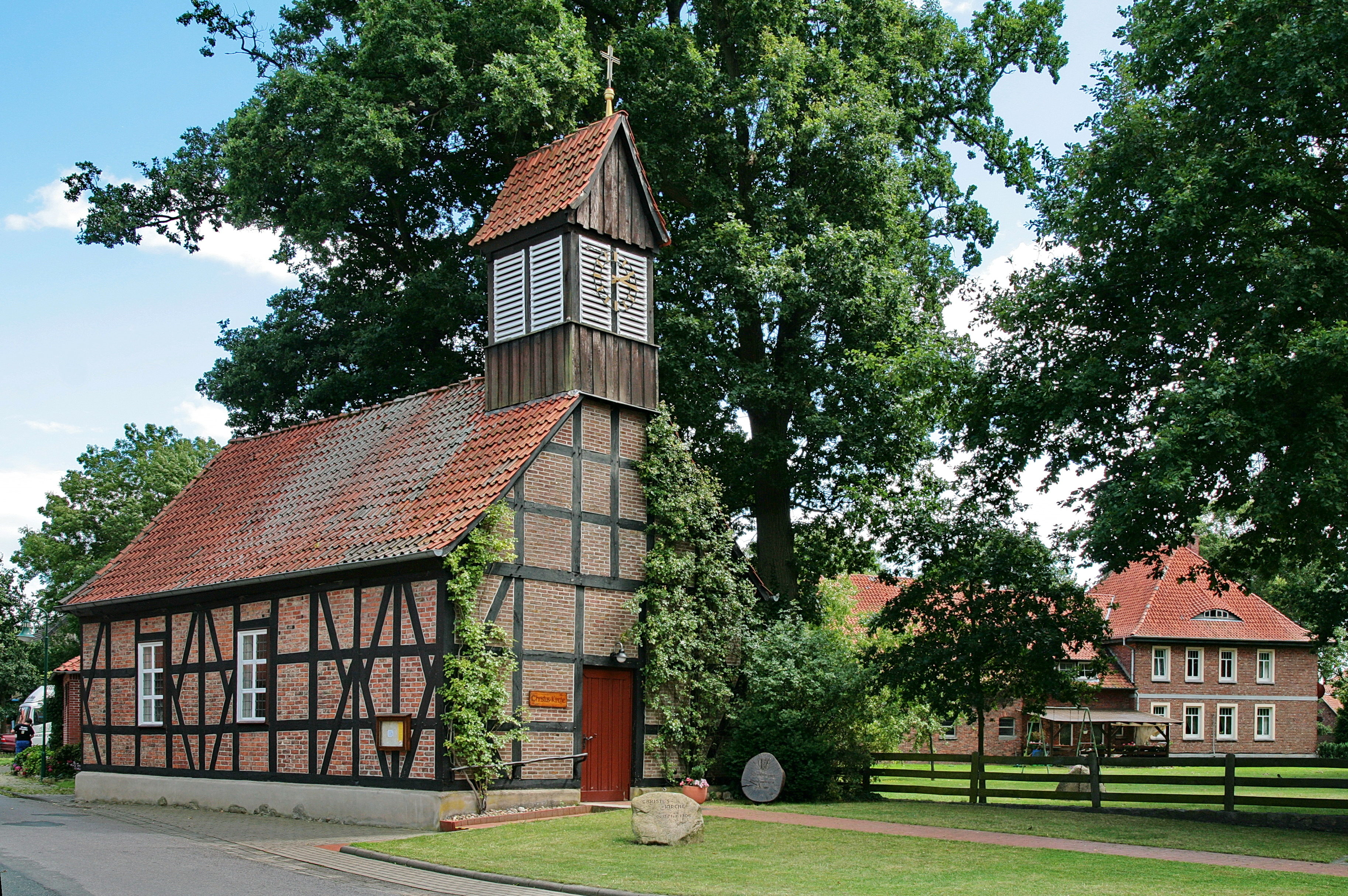
Christus-Kirche
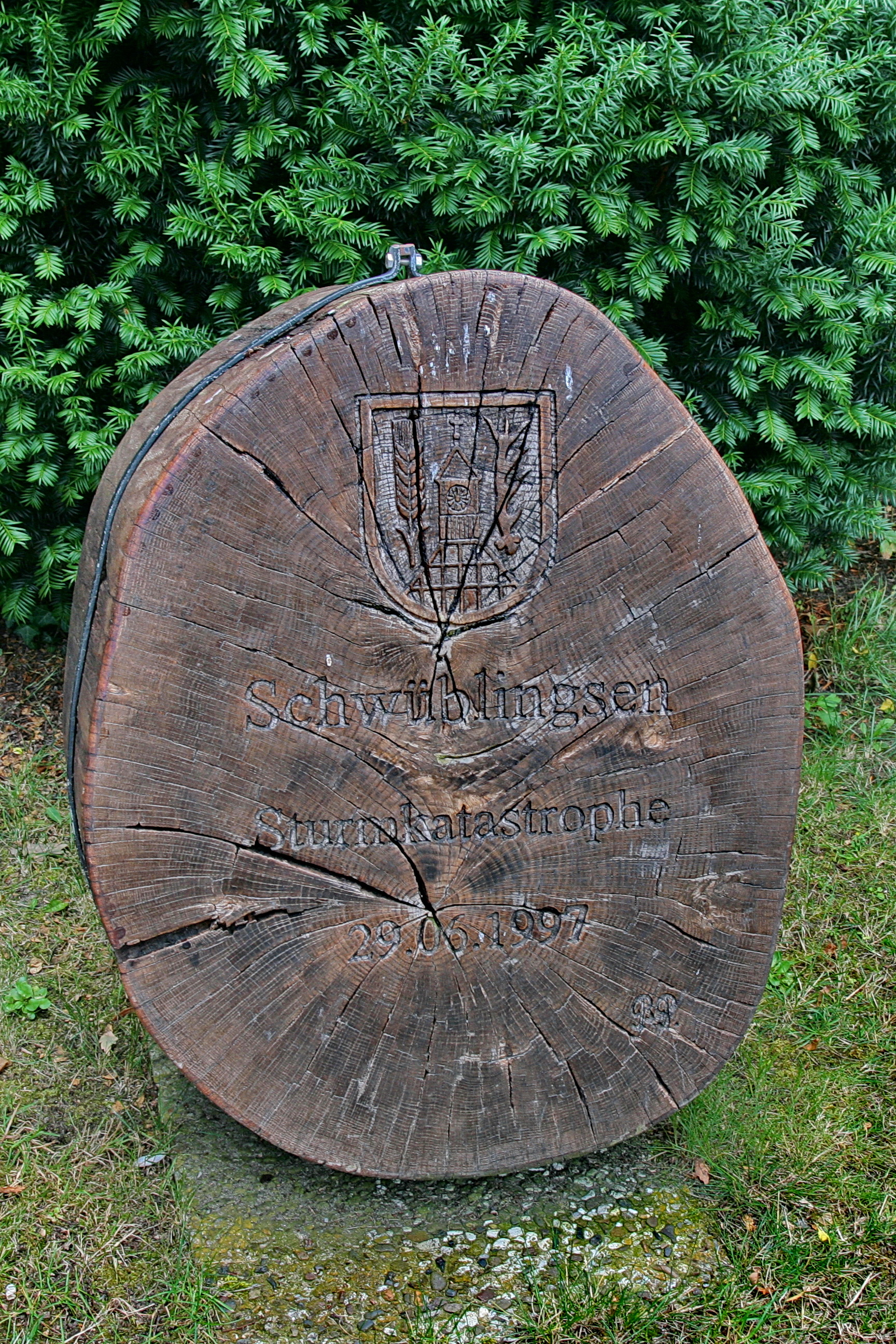
Denkmal Sturmkatastrophe
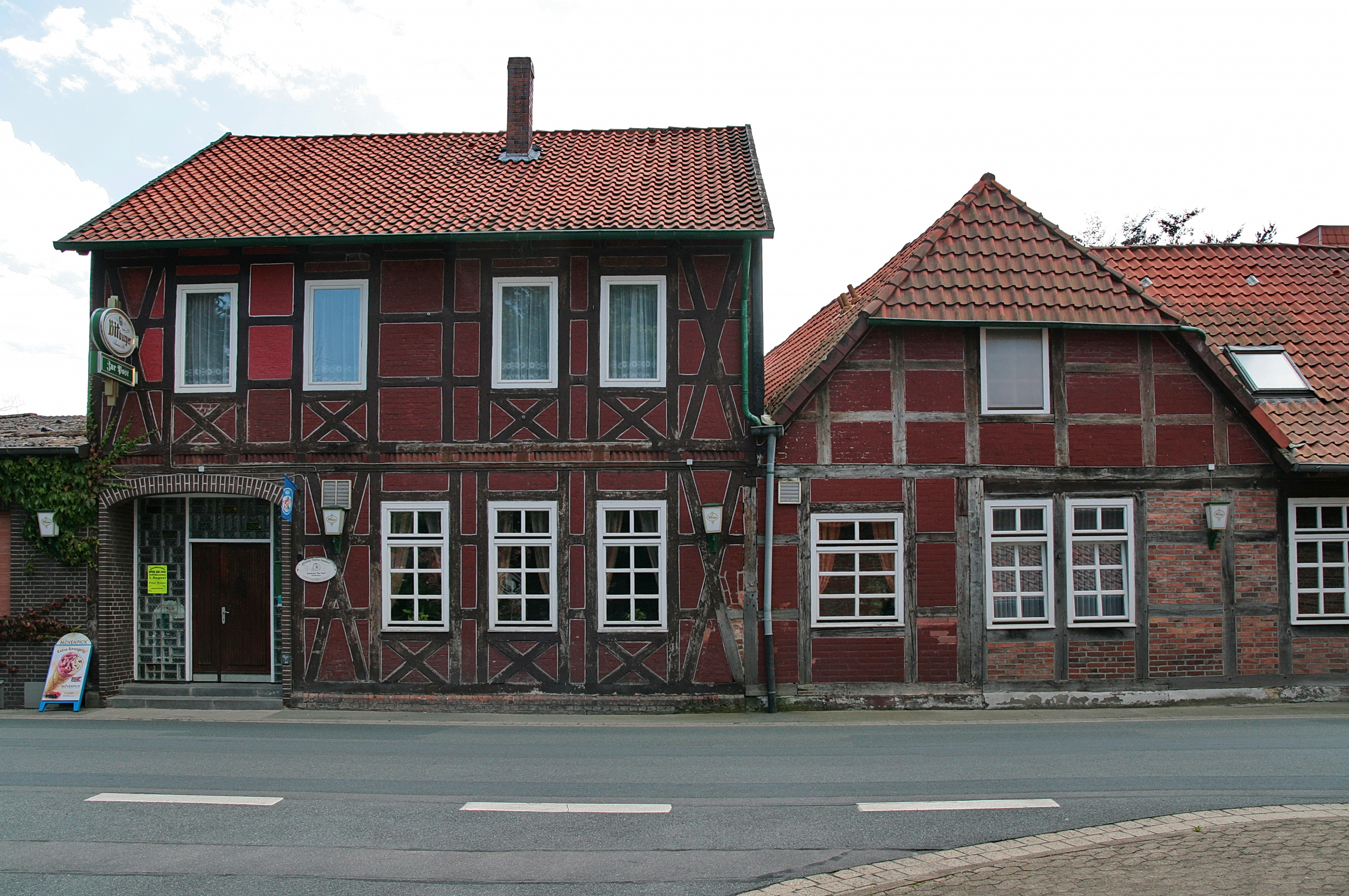
Fachwerk „Gasthaus zur Post“

## Sport
Der Turn- und Sportverein Schwüblingsen wurde im Jahre 1922 gegründet. Der Verein bietet fünf Sparten an, um sich körperlich zu betätigen, darunter Fußball.

## Verkehr
Südöstlich von Schwüblingsen verläuft die Bahnstrecke Berlin–Lehrte.